# Постійні представники Молдови при Організації Об'єднаних Націй
Постійні представники Молдови при Організації Об'єднаних Націй — офіційні посадові особи, які представляють Молдови в усіх органах Організації Об'єднаних Націй.

## Молдова в ООН
Республіка Молдова приєдналася до Організації Об'єднаних Націй у 1992 році. З того часу ООН підтримує Молдову у досягненні основних цілей розвитку та реалізації прагнення стати однією з сучасних та процвітаючих європейських країн. На сьогоднішній день у Молдові працює понад двадцять спеціалізованих агентств, фондів та програм ООН як постійних, так і нерезидентів. Для посилення координації програм між різними структурами ООН ООН у Молдові взяла за основу підхід «Єдність дій». Такий підхід має на увазі загальну рамкову програму партнерств, яка визначає пріоритети на п'ятирічний період, єдині бюджетні рамки, комплементарну мобілізацію ресурсів та спільні робочі практики. 

## Постійні представники Молдови при ООН
1. Тудор Панциру (1992—1996)[1]
2. Іон Ботнару (1998—2002)[2]
3. Всеволод Григоре (2003—2006)[3][4]
4. Олексій Тулбуре (2006—2008)[5][6]
5. Олександру Кужба (2008—2012)[7]
6. Влад Лупан (2012—2017)[8]
7. Віктор Морару (2017—2021)[9][10]
8. Георге Леуке (2021 —)[11]